# La Rock 22
La Rock 22 (más conocido como La Rock), es un canal de televisión abierta nicaragüense. Es uno de los canales estatales de Nicaragua, y el canal hermano de TN8, siendo fundado por Juan Carlos Ortega Murillo. Su sede principal se encuentra ubicada en la ciudad de Managua, en la residencial Bolonia.

## Historia
Telcor otorgó la concesión del canal 22 a Juan Carlos Ortega, propietario de TN8 desde 2010, el 23 de diciembre de 2015. Se sabe que sólo se emitiría por la zona del Pacífico nicaragüense y el perfil y contenidos todavía no estaban definidos. Guillermo Rothschuh afirmaba que el canal servía para reforzar el aparato mediático del régimen sandinista.
Difuso 22 tuvo sus emisiones suspensas el día 17 de julio de 2020, tras sanciones a la empresa Difuso Comunicaciones de Juan Carlos, propietaria del canal. A la hora de su cierre, el canal emitía contenido enlatado proveniente de Estados Unidos, ya emitido por TN8 anteriormente, sobre todo comedias y series infantiles.

## Programación
Su programación está dirigida al público joven. Está concentrada en transmisión de deportes y  musicales. Es uno de los principales canales de televisión vistas por los nicaragüenses. Tiene en principal enfoque los programas más llamativos de la juventud nicaragüense.
Los programas de mayor renombre son: 
- Vídeos Musicales: colección de archivos audiovisuales de artistas musicales.
- Basketball en Vivo, es un deporte en vivo donde equipos de Baloncesto juegan junto con Basketball Nicaragua.